# 巨人中毒
『巨人中毒』（きょじんちゅうどく）は、2002年4月7日から9月29日にかけて、日本テレビと一部系列局で毎週日曜日の13:00 - 13:30に放送されたスポーツバラエティ番組。後述で触れる通り、本番組はローカルセールス枠である。

## 概要
- プロ野球・読売巨人軍を愛するために様々なことを行う。プロ野球シーズンである半年間限定の放送[1]で、番組オープニングでは「あと○回」と終了までの放送回数を表記していた。なお本番組が放送された2002年は巨人がリーグ優勝を果たし、さらに同年の日本シリーズでも西武ライオンズに4連勝し2000年以来2年ぶり20回目の日本一に輝いた年でもあった。その日本シリーズは本番組放送終了後の同年10月26日と27日に日本テレビ系全国ネットで中継した。
- 放送日に日本テレビで巨人戦の中継がある日は生放送であった。最終回では他の巨人中毒者（ファン）から｢中居君のための番組だったのか?｣と言われた程、中居正広中心の進行であった。

## 出演者
- 中居正広（当時SMAP）- MC
- 巨人中毒者100人
- ガッツ石松（ナレーター、「原の国から」では語り部として出演）
  - これ以外に巨人選手のそっくりさん（プリティ長嶋等）も出演していた[2]。

主なゲスト
- 山下真司（松井秀喜活躍祈願）
- 水野晴郎（巨人中毒映画大賞）
- 今井雅之（巨人中毒映画大賞）
- つまみ枝豆（巨人にまつわる怖い話）
- 藤岡弘、（プロジェクトXYG）
- 土田晃之（ワールドカップ特集）
- 山崎邦正（現：月亭方正、vs横浜中毒）
- 勝俣州和（vs長渕中毒）
- 三村マサカズ（さまぁ〜ず、巨人中毒決定戦）

ほか

## 内容
放送内容は毎回異なる。基本的に巨人監督の原辰徳の特大パネルが掲げられたスタジオで収録されていたが、別室でVTRを視聴するのみの回もあった。
- 長嶋茂雄との中継トーク
- 巨人に関する早押しクイズ
- VS阪神中毒
- VS横浜（中居率いる巨人中毒者と山崎邦正率いる横浜中毒によるクイズ対決）
- 巨人に対する思いを熱唱
- 巨人中毒映画大賞（巨人中毒者が選ぶ感動映画）
- 巨人選手の感動シーン
- 巨人に関するお宝自慢
- 巨人選手のそっくりさん追跡
- ワールドカップ特集（実際には巨人の映像を紹介）
- 中居一人で生放送（巨人中毒者全員がデーゲームの札幌ドーム戦観戦のため中居単独で進行、この回は編成の都合で20分放送であった）
- 巨人選手が選ぶ絶品料理
- 初めての巨人中毒（巨人ファンのチビッ子が巨人の関連グッズをお使い）
- 巨人にまつわる怖い話
- 長渕中毒（清原和博の応援歌「とんぼ」を歌う権利を賭け勝俣州和率いる長渕中毒者と対決）
- 午後は○○おもいッきり巨人中毒(巨人に関する健康情報 おもいッきりテレビの完全パロディー)
- プロジェクトXYG（巨人戦の応援でおなじみのVメガホンの制作に関する逸話を公開）
- どっちのそっくりさんショー（巨人選手のものまねを多数決で選び披露、どっちの料理ショーのパロディ）
- 松井秀喜活躍祈願（松井秀喜の本塁打や三冠王祈願のため、中毒者が様々なことに挑戦する）
- 原の国から（原の逸話を紹介）
- 巨人中毒卒業式

## 系列局の状況
- 「巨人中毒」は東日本（北陸地方含む）ではネットしている局が多かった。しかし、東海地方以西では西日本放送、南海放送、くまもと県民テレビと少なかった。他球団の本拠を放送エリアにしている中京テレビ（中日ドラゴンズ）、読売テレビ（阪神タイガース・大阪近鉄バファローズ（当時：現在は後者と合併して消滅）・オリックス・ブルーウェーブ（当時：現在は前者と合併しオリックス・バファローズ））、広島テレビ（広島東洋カープ）、福岡放送（福岡ダイエーホークス（当時：現在は福岡ソフトバンクホークス））にはネットされていなかった。
- また、ネットしていた局の中には内容の過激さなどで、放送途中でネットを打ち切ってしまった局もあり、ネットを続けた局でも編成の都合などで休止した回は遅れ放送をせず未放送となる事が多かった。